# ありがとう (高橋優の曲)
「ありがとう」は、日本の男性シンガーソングライター・高橋優の楽曲。メジャー20枚目（通算21枚目）のシングルとして、2018年9月19日にワーナーミュージック・ジャパンから発売された。

## 概要
前作「プライド」から約4か月ぶりにリリースされる2018年第2弾シングル。
表題曲「ありがとう」は映画『パパはわるものチャンピオン』の主題歌となっており、高橋優がドラマ映画主題歌を担当するのは「旅人」以来、4年半ぶりである。カップリング曲の「なくしもの」は昨年、チームしゃちほこに提供した楽曲。
期間生産限定盤DVDには4月8日（日）に沖縄・ミュージックタウン音市場で開催された＜全国LIVE TOUR 2017-2018 「ROAD MOVIE -LIVE HOUSE EDITION-」＞公演からライブ映像を9曲分収録、高橋自身が久しぶりに実施したライブハウスでの公演の映像が収録されている。
ジャケット写真は、映画の原作となった絵本『パパのしごとはわるものです』『パパはわるものチャンピオン』のイラストを手掛けた吉田尚令が書き下ろした作品となっている。

## 収録曲
| 全作詞・作曲: 高橋優。 |                                                            |        |            |      |
| #                      | タイトル                                                   | 作詞   | 作曲・編曲 | 時間 |
| 1.                     | 「ありがとう」(映画『パパはわるものチャンピオン』主題歌)   | 高橋優 | 高橋優     | 5:34 |
| 2.                     | 「高野豆腐～どこか遠くへ～」                               | 高橋優 | 高橋優     | 6:19 |
| 3.                     | 「なくしもの」                                             | 高橋優 | 高橋優     | 4:36 |
| 4.                     | 「First and Last Love」(メガネツインズ（高橋優&亀田誠治）) | 高橋優 | 高橋優     | 5:39 |

| #  | タイトル | 作詞 | 作曲・編曲 |
| -- | --- | ---- | ---------- |
| 1. | 「(Where's)THE SILENT MAJORITY?」(全国LIVE TOUR 2017-2018「ROAD MOVIE -LIVE HOUSE EDITION-」沖縄・ミュージックタウン音市場2018.4.8) |      |            |
| 2. | 「ミラー」(全国LIVE TOUR 2017-2018「ROAD MOVIE -LIVE HOUSE EDITION-」沖縄・ミュージックタウン音市場2018.4.8)                        |      |            |
| 3. | 「サンドイッチ」(全国LIVE TOUR 2017-2018「ROAD MOVIE -LIVE HOUSE EDITION-」沖縄・ミュージックタウン音市場2018.4.8)                  |      |            |
| 4. | 「8月6日」(全国LIVE TOUR 2017-2018「ROAD MOVIE -LIVE HOUSE EDITION-」沖縄・ミュージックタウン音市場2018.4.8)                        |      |            |
| 5. | 「ルポルタージュ」(全国LIVE TOUR 2017-2018「ROAD MOVIE -LIVE HOUSE EDITION-」沖縄・ミュージックタウン音市場2018.4.8)                |      |            |
| 6. | 「太陽と花」(全国LIVE TOUR 2017-2018「ROAD MOVIE -LIVE HOUSE EDITION-」沖縄・ミュージックタウン音市場2018.4.8)                      |      |            |
| 7. | 「想いよ、届け」(全国LIVE TOUR 2017-2018「ROAD MOVIE -LIVE HOUSE EDITION-」沖縄・ミュージックタウン音市場2018.4.8)                  |      |            |
| 8. | 「明日はきっといい日になる」(全国LIVE TOUR 2017-2018「ROAD MOVIE -LIVE HOUSE EDITION-」沖縄・ミュージックタウン音市場2018.4.8)      |      |            |
| 9. | 「福笑い」(全国LIVE TOUR 2017-2018「ROAD MOVIE -LIVE HOUSE EDITION-」沖縄・ミュージックタウン音市場2018.4.8)                        |      |            |

## 収録アルバム
- STARTING OVER (#1)